# Skandinavska književnost
Skandinavska književnost povezuje književnosti v temah in vsebinah  severno Evropskih držav : Danske, Finske, Islanduje, Norveške, Švedske in Avtonomnih ozemelj, Åland, Ferski otoki ter Grenland.

## Srednjeveška skandinavska književnost
Najstarejši zapisani dokumenti iz Skandinavije so zapisi v Runah na spominskih kamnih in ostalih objektih. Zapisi vsebujejo predkrščanske  mitološke vsebine in kratke pesmi. Na kamnu iz Roka  je besedilo z opisom stare legende iz dobe preseljevanja. Najstarejši del pesnitve Edda po oceni zgodovinarjev  izvira iz 9. stoletja. Krščanstvo se je v Skandinaviji pojavilo v 10. stoletju in takrat je tudi prišla v stik z evropskim znanjem , vključno z latinščino in latinico, katero od takrat naprej uporabljajo v skandinavskih tekstih. V 12. stoletju je nastalo Dansko zgodovinsko delo Gesta Donorum, katero je napisal Saxo Gramaticus. Zlata doba Islandske književnosti je nastopila v 13. stoletju , pisatelj Suorri Sturlson je napisal dve pomembni književni deli Edda in Heimskringla.